# Zilveren Bal 1901
De Zilveren Bal 1901/02 was de allereerste editie van dit traditionele officieuze openingstoernooi van het voetbalseizoen. Er schreven zich zes clubs in. De wedstrijden in de voorronde en de halve finale werden gespeeld op de terreinen van Rapiditas en Sparta in Rotterdam. De finale werd gespeeld op Schuttersveld, het in Crooswijk gelegen terrein van Sparta. Winnaar van de eerste editie werd HVV, de regerend Nederlands landskampioen.

## Uitslagen
1901/02 ·
1902/03 ·
1903/04 ·
1904/05 ·
1905/06 ·
1906/07 ·
1907/08 ·
1908/09 ·
1909/10 ·
1910/11 ·
1911/12 ·
1912/13 ·
1913/14 ·
1914/15 ·
1915/16 ·
1916/17 ·
1917/18 ·
1918/19 ·
1919/20 ·
1920/21 ·
1921/22 ·
1922/23 ·
1923/24 ·
1924/25 ·
1925/26 ·
1926/27 ·
1927/28 ·
1928/29 ·
1929/30 ·
1930/31 ·
1931/32 ·
1932/33 ·
1933/34 ·
1934/35 ·
1935/36 ·
1936/37 ·
1937/38 ·
1938/39 ·
1939/40 ·
1940/41 ·
1941/42 ·
1942/43 ·
1943/44 ·
1944/45 ·
1945/46 ·
1946/47 ·
1947/48 ·
1948/49 ·
1949/50 ·
1950/51 ·
1951/52 ·
1952/53 ·
1953/54 ·
1954/55